# Gzuz

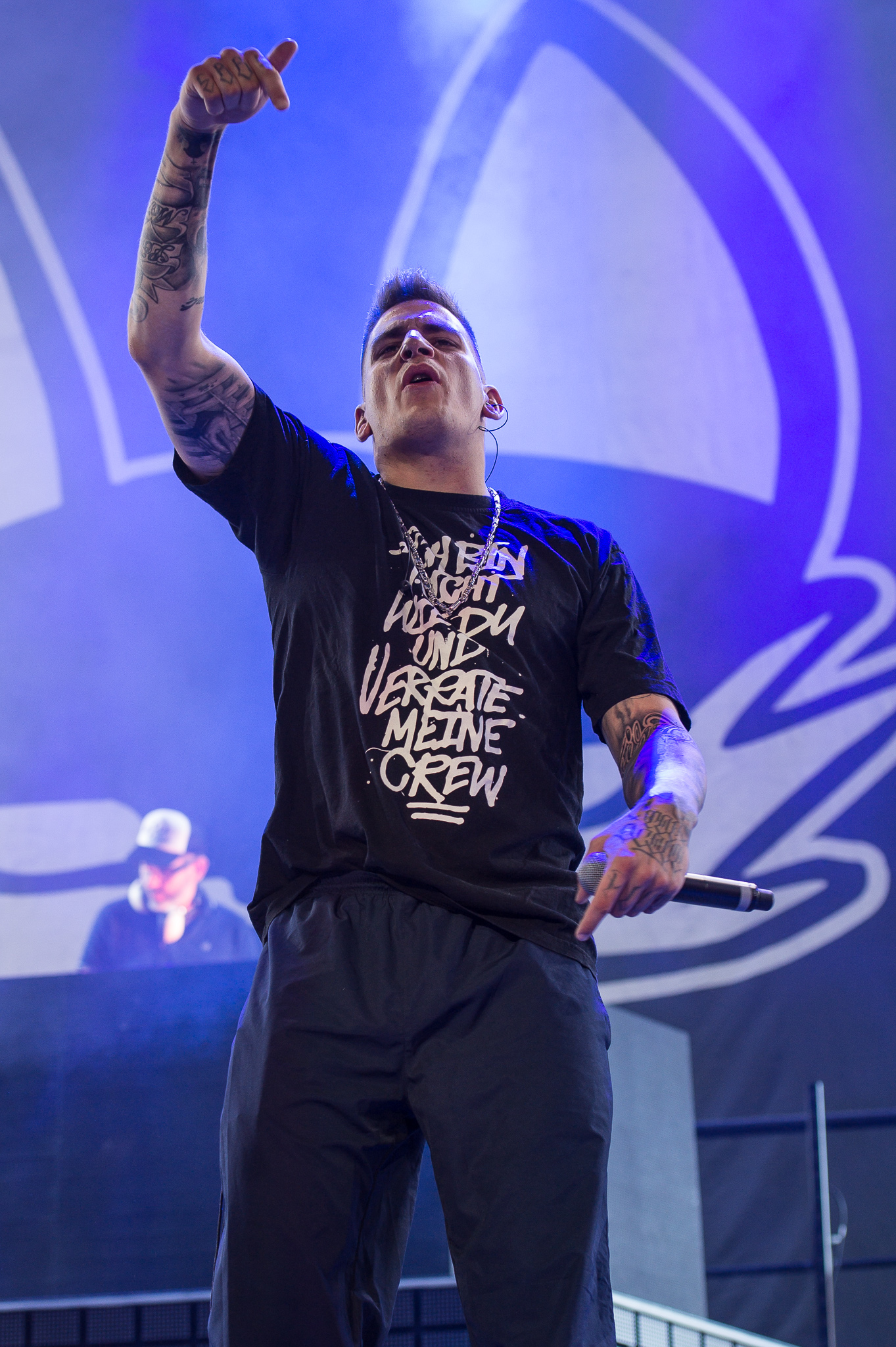
Gzuz (2017)

Gzuz [ˈd͡ʒəˌzəs] (* 29. Juni 1988 in Hamburg; bürgerlich Kristoffer Jonas Klauß) ist ein deutscher Rapper. Sein Künstlername ist nach eigenen Angaben ein deutsches Akronym für Ghetto-Zeug unzensiert.

## Leben und Karriere
Kristoffer Jonas Klauß wurde am 29. Juni 1988 in Hamburg geboren. Er wuchs dort mit seiner Schwester bei seiner Mutter auf. Nach eigener Aussage faszinierte ihn das Leben auf dem „Kiez“ in St. Pauli und er beschloss, Teil davon zu werden. Schon früh machte er Erfahrungen mit Drogen und konsumierte regelmäßig Cannabis.
Er ist Mitglied der Hamburger Hip-Hop-Crew 187 Strassenbande. Zusammen mit den anderen veröffentlichte er ab 2006 Sampler und Alben. Während er von 2010 bis 2013 eine Haftstrafe wegen Raub und Körperverletzung verbüßte, verkaufte die 187 Strassenbande im Jahr 2012 auf einer Solidaritätstour Merchandise-Artikel wie T-Shirts mit der Aufschrift „Free Gzuz“ und forderte so Klauß’ vorzeitige Freilassung. Er ließ sich während seiner Haft mit einer aus einem Kassettenrekorder gebauten Tätowiermaschine den Schriftzug „Fuck Cops“ auf den Oberkörper aufbringen.
Nach seiner Gefängnisentlassung nahm er an der Aufstand Tour teil. Im Mai 2014 veröffentlichte Gzuz mit dem Strassenbanden-Mitglied Bonez MC das Kollaboalbum High & hungrig. Es stieg auf Platz neun der deutschen Albumcharts ein und ebnete den Weg zu seinem kommerziellen Erfolg.
Der dritte Sampler der 187 Strassenbande erschien am 30. Januar 2015 und belegte Rang zwei der deutschen Charts, ebenso wie sein noch im gleichen Jahr veröffentlichtes erstes Soloalbum Ebbe & Flut, das zudem eine Goldene Schallplatte in Deutschland erhielt. Das am 27. Mai 2016 erschienene Kollaboalbum High & hungrig 2 mit Bonez MC erreichte die Spitzenposition der deutschen Albumcharts und wurde mit einer Platin-Schallplatte, die Single Optimal mit einer Goldenen Schallplatte für jeweils über 200.000 Verkäufe ausgezeichnet.

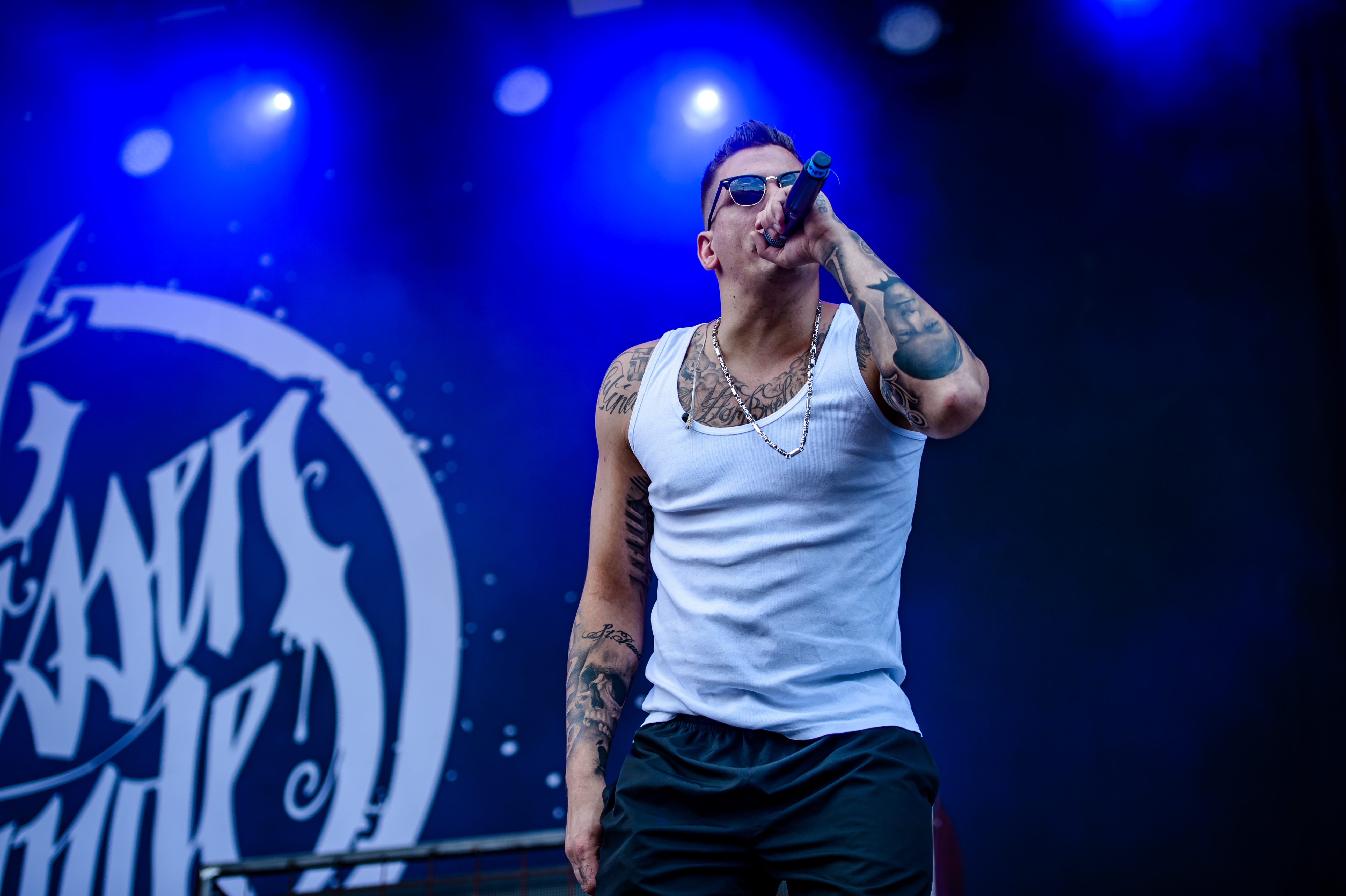
Gzuz (2017)

Im Juni 2016 war er zusammen mit Gentleman als Gastmusiker auf dem Song und Musikvideo Ahnma der Hamburger Musikgruppe Beginner vertreten, das Lied stellt mit einer Dreifachgold-Schallplatte und über 600.000 Verkäufen seine erfolgreichste Veröffentlichung dar. Am 18. Juli 2017 veröffentlichte die 187 Strassenbande den Sampler 4. Auch dieser stieg in Deutschland und Österreich auf der Spitzenposition in die Albencharts ein, obwohl das Album lediglich drei statt sieben Verkaufstage hatte, da es an einem Dienstag veröffentlicht wurde. Der Sampler 4 erreichte in Deutschland Platinstatus, in Österreich wurde er mit einer Goldenen Schallplatte ausgezeichnet.
Im Oktober 2017 saß Gzuz erneut in Haft, da er nicht zu einem Gerichtstermin wegen Körperverletzung erschienen war. Unter Bewährung und gegen Zahlung einer Kaution wurde er aber aus der Untersuchungshaft entlassen.
Am 25. Mai 2018 wurde sein zweites Soloalbum Wolke 7 veröffentlicht, mit dem er erneut Platz eins der deutschen Charts und Goldstatus in Deutschland erreichte. In den deutschen Jahrescharts 2018 belegte Wolke 7 den dritten Platz. Ebenfalls 2018 war Gzuz in der zweiten Staffel der Fernsehserie 4 Blocks als Nebendarsteller zu sehen.
Sein drittes, selbstreferenzielles Album Gzuz erschien am 14. Februar 2020 und erreichte ebenfalls die Chartspitze in Deutschland, des Weiteren konnte er sich erstmals in Österreich als Solokünstler an dieser platzieren.
Als Teil der 187 Strassenbande war Gzuz darüber hinaus am Sampler 5 beteiligt, der am 14. Mai 2021 erschien und ebenfalls die Spitzenpositionen der Albumcharts in Deutschland, Österreich und der Schweiz erreichen konnte.
Am 14. Januar 2022 erschien mit Große Freiheit sein viertes Album als Solokünstler.
Klauß ist Vater von zwei Töchtern und einem Sohn.

## Prozesse und Verurteilungen

### Überfall
Im Oktober 2010 wurde er aufgrund eines Überfalls auf ein Handygeschäft zu einer Freiheitsstrafe von drei Jahren und sechs Monaten verurteilt. 2013 wurde er vorzeitig aus der Haft entlassen.

### Körperverletzung
Im Oktober 2017 wurde Klauß in Untersuchungshaft genommen, weil er den Mitarbeiter eines Getränkemarktes geschlagen haben soll und nicht zur Gerichtsverhandlung erschienen war. Gegen Zahlung einer Kaution sowie Meldeauflagen wurde er aus der Haft entlassen und später zu einer Bewährungsstrafe von vier Monaten verurteilt. Die Bewährung wurde infolge der Verurteilung im Jahr 2022 widerrufen.

### Sexuelle Belästigung
Am 16. November 2018 erhielt Klauß einen Strafbefehl, nachdem er im Rahmen des Splash-Festivals 2018 eine 19-jährige Frau sexuell belästigt hatte.

### Verstöße gegen das Betäubungsmittelgesetz, das Sprengstoff- und das Waffengesetz
Bei einer Hausdurchsuchung im April 2018 wurden in Klauß’ Wohnung 17 Gramm Marihuana, 2,5 Gramm Crystal Meth und Feuerwerkskörper mit deutlich mehr Schwarzpulver als gesetzlich erlaubt gefunden. Silvester 2018 soll er außerdem mehrfach eine Schreckschusspistole abgefeuert haben, obwohl ihm seit August 2018 das Führen von Waffen aller Art untersagt ist. Wegen unentschuldigten Ausbleibens vor Gericht wurde gegen Klauß ein Haftbefehl erlassen und er musste in Untersuchungshaft, wurde aber gegen Zahlung einer Kaution aus der Haft entlassen. Im September 2020 wurde Klauß vor dem Hamburger Amtsgericht zu 18 Monaten Gefängnis und einer Geldstrafe in Höhe von 300 Tagessätzen zu je 1700 Euro verurteilt; er ließ sich in diesem Prozess vom Strafverteidiger Christopher Posch vertreten. In der Berufung gegen das Urteil wurde Klauß im März 2022 vor dem Landgericht Hamburg zu acht Monaten und zwei Wochen Haft verurteilt, die nicht zur Bewährung ausgesetzt wurde, da er zum Tatzeitpunkt bereits unter Bewährung und Führungsaufsicht stand. Außerdem wurde eine Geldstrafe von 180 Tagessätzen zu je 2300 Euro, also insgesamt 414.000 Euro, gegen ihn verhängt. Seine eingelegte Revision wurde am 13. September 2022 vom Oberlandesgericht Hamburg verworfen. Gzuz trat seine Haftstrafe am 13. Januar 2023 an. Die Haftstrafe wurde später für drei Jahre zur Bewährung ausgesetzt und Gzuz am 13. September 2023 aus der Haft entlassen.

## Diskografie
Studioalben

| Jahr | Titel Musiklabel                    | Höchstplatzierung, Gesamtwochen, AuszeichnungChartplatzierungen (Jahr, Titel, Musiklabel, Platzierungen, Wochen, Auszeichnungen, Anmerkungen) | Höchstplatzierung, Gesamtwochen, AuszeichnungChartplatzierungen (Jahr, Titel, Musiklabel, Platzierungen, Wochen, Auszeichnungen, Anmerkungen) | Höchstplatzierung, Gesamtwochen, AuszeichnungChartplatzierungen (Jahr, Titel, Musiklabel, Platzierungen, Wochen, Auszeichnungen, Anmerkungen) | Anmerkungen                                               |
| Jahr | Titel Musiklabel                    | DE | AT | CH | Anmerkungen                                               |
| ---- | ----------------------------------- | --- | --- | --- | --------------------------------------------------------- |
| 2015 | Ebbe & Flut Auf!Keinen!Fall! (UMG)  | DE2 Platin · (15 Wo.)DE | AT8 (2 Wo.)AT | CH4 (3 Wo.)CH | Erstveröffentlichung: 9. Oktober 2015 Verkäufe: + 200.000 |
| 2018 | Wolke 7 Vertigo Berlin (UMG)        | DE1 Gold · (46 Wo.)DE | AT2 (47 Wo.)AT | CH2 (12 Wo.)CH | Erstveröffentlichung: 25. Mai 2018 Verkäufe: + 100.000    |
| 2020 | Gzuz Vertigo Berlin (UMG)           | DE1 (24 Wo.)DE | AT1 (29 Wo.)AT | CH2 (12 Wo.)CH | Erstveröffentlichung: 14. Februar 2020                    |
| 2022 | Große Freiheit Vertigo Berlin (UMG) | DE1 (10 Wo.)DE | AT2 (9 Wo.)AT | CH2 (5 Wo.)CH | Erstveröffentlichung: 13. Januar 2022                     |
| 2024 | Freitag der 13. Chapter One (UMG)   | DE2 (8 Wo.)DE | AT2 (5 Wo.)AT | CH2 (5 Wo.)CH | Erstveröffentlichung: 13. Juni 2024                       |
| 2025 | Scherbenhaus Chapter One (UMG)      | DE1 (… Wo.)DE | AT1 (… Wo.)AT | CH4 (… Wo.)CH | Erstveröffentlichung: 24. Juli 2025                       |

## Filmografie
Fernsehserien
- 2018: 4 Blocks[25]

Dokumentationen
- 2025: GZUZ – Licht & Schatten

## Auszeichnungen
Hiphop.de Awards
- 2015: Beste Gruppe National (als Teil der 187 Strassenbande)[26]
- 2016: Beste Punchline für „Cabrio: Check! Glas wird geext / Na klar gibt es Sex, weil ich parshippe jetzt!“[27]
- 2017: Bestes Video National für Für die Gang (mit Ufo361)[28]
- 2018: Bester Song National für Standard (mit KitschKrieg, Trettmann, Gringo & Ufo361)[29]
- 2018: Beste Line für „Warum dies? Warum das? Warum nicht einmal mit Message? / Und ich denk’ mir nur, warum hältst du nicht einfach die Fresse?“[29]
- 2023: Bestes Album national für High & hungrig 3 (mit Bonez MC)[30]

Juice Awards
- 2016: Beste Punchline für Mörder („Cabrio: Check! Glas wird geext / Na klar gibt es Sex, weil ich parshippe jetzt!“)[31]

HANS – Der Hamburger Musikpreis
- 2016: in der Kategorie Song des Jahres für Ahnma mit Beginner & Gentleman

Preis für Popkultur
- 2016: in der Kategorie Lieblingsvideo für Ahnma mit Beginner & Gentleman